# Vuurlandsnip
De Vuurlandsnip (Gallinago stricklandii) is een vogel uit de familie van strandlopers en snippen (Scolopacidae). Deze vogel is genoemd naar de Engelse ornitholoog Hugh Edwin Strickland.

## Verspreiding en leefgebied
Deze soort komt voor in centraal en zuidelijk Chili en zuidelijk Argentinië.

## Status
De grootte van de populatie is in 2002 geschat op 1500-7000 volwassen vogels. Op de Rode lijst van de IUCN heeft deze soort de status gevoelig.

## Externe link

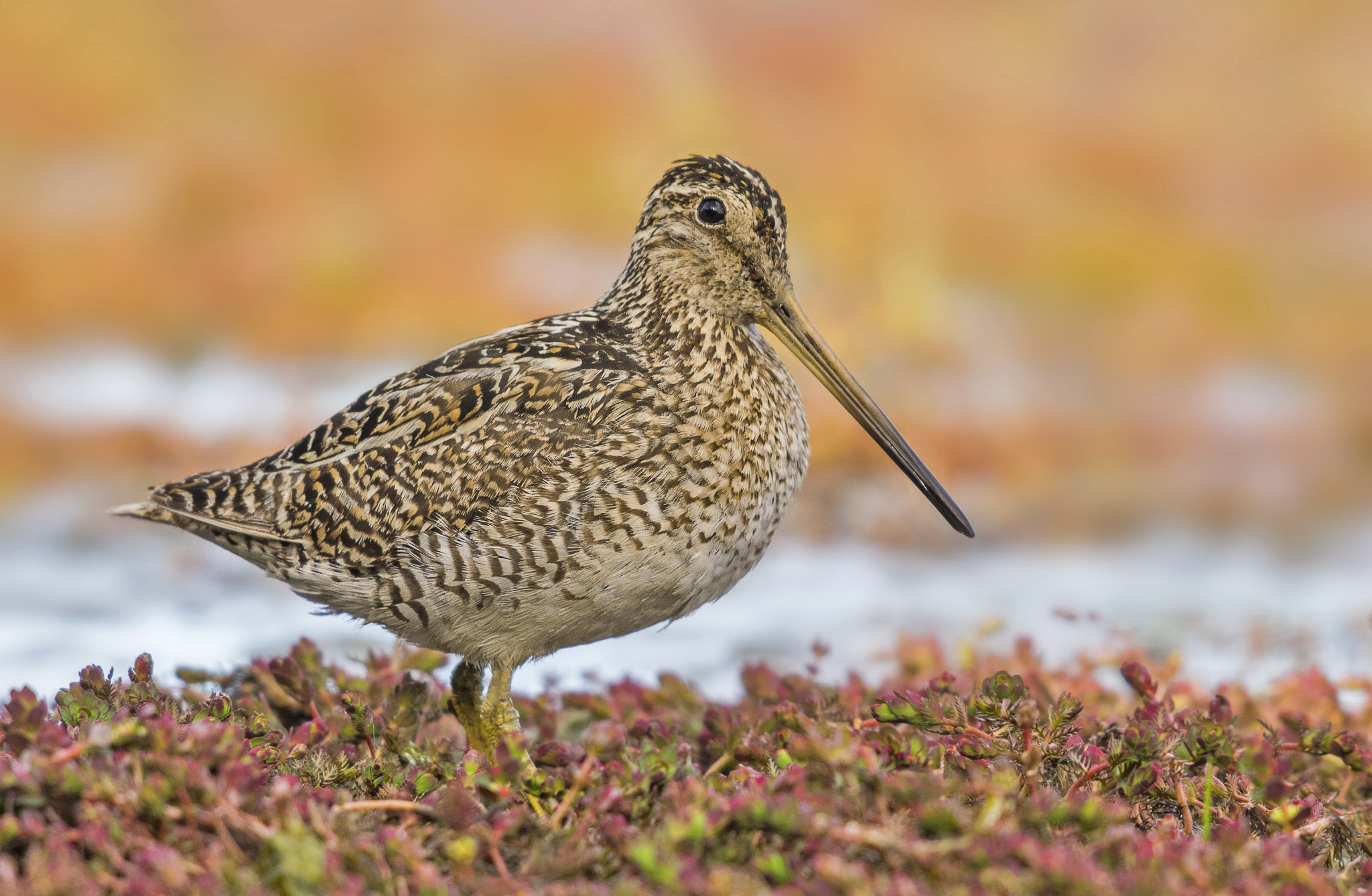